# Promops
Promops és un gènere de ratpenats de la família dels molòssids que es troba a Amèrica.

## Taxonomia
- Ratpenat cuallarg de Thomas (Promops centralis)
- Ratpenat cuallarg fosc (Promops nasutus)